# LGALS9B
LGALS9B (англ. Galectin 9B) – білок, який кодується однойменним геном, розташованим у людей на 17-й хромосомі. Довжина поліпептидного ланцюга білка становить 356 амінокислот, а молекулярна маса — 39 660.
| 10         |  | 20         |  | 30         |  | 40         |  | 50         |
| ---------- |  | ---------- |  | ---------- |  | ---------- |  | ---------- |
| MAFSGSQAPY |  | LSPAVPFSGT |  | IQGGLQDGFQ |  | ITVNGAVLSS |  | SGTRFAVDFQ |
| TGFSGNDIAF |  | HFNPRFEDGG |  | YVVCNTRQKG |  | RWGPEERKMH |  | MPFQKGMPFD |
| LCFLVQSSDF |  | KVMVNGSLFV |  | QYFHRVPFHR |  | VDTISVNGSV |  | QLSYISFQNP |
| RTVPVQPAFS |  | TVPFSQPVCF |  | PPRPRGRRQK |  | PPSVRPANPA |  | PITQTVIHTV |
| QSASGQMFSQ |  | TPAIPPMMYP |  | HPAYPMPFIT |  | TIPGGLYPSK |  | SIILSGTVLP |
| SAQRFHINLC |  | SGSHIAFHMN |  | PRFDENAVVR |  | NTQINNSWGS |  | EERSLPRKMP |
| FVRGQSFSVW |  | ILCEAHCLKV |  | AVDGQHVFEY |  | YHRLRNLPTI |  | NKLEVGGDIQ |
| LTHVQT     |  |            |  |            |  |            |  |            |

A: Аланін

C: Цистеїн

D: Аспарагінова кислота

E: Глутамінова кислота

F: Фенілаланін

G: Гліцин

H: Гістидин

I: Ізолейцин

K: Лізин

L: Лейцин

M: Метіонін

N: Аспарагін

P: Пролін

Q: Глутамін

R: Аргінін

S: Серин

T: Треонін

V: Валін

W: Триптофан

Задіяний у такому біологічному процесі, як альтернативний сплайсинг. 
Білок має сайт для зв'язування з лектинами. 